# A Moon Shaped Pool
A Moon Shaped Pool – dziewiąty album studyjny angielskiej rockowej grupy Radiohead. Został wydany do pobrania 8 maja 2016. Płyta ukazała się 17 czerwca 2016 przez XL Recordings, a "wydanie specjalne" we wrześniu. Zawiera dwa bonusowe utwory oraz limitowany wygląd płyty.
Grupa pracowała nad płytą z przerwami po zakończeniu trasy koncertowej w roku 2012, promującej album The King of Limbs (2011). Obejmuje kilka utworów napisanych wcześniej; "True Love Waits" datowanej na co najmniej rok 1995, "Burn The Witch" - rok 2000, i "Present Tense" z 2009 roku. Album zawiera kompozycję i chóralny śpiew w wykonaniu London Contemporary Orchestra.
Określono go jako reprezentującego m.in. gatunki art pop i art rock.

## Tło i nagrania
W czasie trasy koncertowej poświęconej albumowi The King Of Limbs (2011) grupa wykonała kilka nowych piosenek, w tym kilka później umieszczonych na płycie - "Identikit" i "Ful Stop". Zaraz po ukończeniu trasy, członkowie przerwali pracę w zespole i skupili się na osobnych projektach.

## Lista utworów
Opracowano na podstawie materiału źródłowego.
1. "Burn the Witch" – 3:40
2. "Daydreaming" – 6:24
3. "Decks Dark" – 4:41
4. "Desert Island Disk" – 3:44
5. "Ful Stop" – 6:07
6. "Glass Eyes" – 2:52
7. "Identikit" – 4:26
8. "The Numbers" – 5:45
9. "Present Tense" – 5:06
10. "Tinker Tailor Soldier Sailor Rich Man Poor Man Beggar Man Thief" – 5:03
11. "True Love Waits" – 4:43

## Twórcy
Opracowano na podstawie materiału źródłowego.
Zespół Radiohead w składzie
- Thom Yorke
- Ed O’Brien
- Jonny Greenwood
- Colin Greenwood
- Phil Selway

Dodatkowi muzycy
- Hugh Brunt – dyrygent
- Clive Deamer – perkusja w utworze "Ful Stop"
- London Contemporary Orchestra and Choir – chór, orkiestra

Inni
- Nigel Godrich – produkcja muzyczna, miksowanie, inżynieria dźwięku
- Maxime LeGuil – asystent inżyniera dźwięku
- Sam Petts-Davies – inżynieria dźwięku
- Bob Ludwig – mastering
- Doktor Tchock, Stanley Donwoodg – oprawa graficzna